# Pecora
Pecora je infrared parnoprstih kopitara, sisara sa varenjem preživara. Većina pripadnika Pecora ima kranijalne dodatke koji izlaze iz njihovih čeonih kostiju; nedostaju samo kod dva postojeća roda, Hydropotes i Moschus. Ime „Pecora“ potiče od latinske reči pecus, što znači „stoka“. Iako većina pekorana ima kranijalne dodatke, samo su neki od njih opravdano nazvani „rogovi”, i mnogi naučnici se slažu da ovi dodaci ne potiču od zajedničkog pretka, već su se razvijali samostalno u najmanje dva navrata. Isto tako, dok je Pecora kao grupa podržana molekularnim i morfološkim studijama, morfološka podrška međuodnosima između porodica pekorana je sporna.

## Spoljašnje veze
- „Pecora”.  (на језику: енглески) (11 изд.). 1911.